# Fly (jealkbの曲)
「Fly」（フライ）は、日本のヴィジュアル系ロックバンド、jealkbのメジャー2ndシングル。2008年3月12日発売。発売元はjkb records/R and C Ltd.。

## 概要
「スターフライヤー関空線」のコマーシャル・ソングとして起用された。自身2番目の売り上げを誇った。

## 収録曲
1. Fly（フライ）
  - 作詞:haderu / 作曲:elsa
2. 歪ミイズム（ゆがみイズム）
  - 作詞:haderu / 作曲:elsa
3. shell（シェル）
  - 作詞:haderu & hideki & chaos / 作曲:elsa

### 初回盤限定DVD
1. Sadistic Maria～冬薔薇ノ誓～at ZEPP TOKYO 2008.01.26